# Jardin de l'ancien Alberga
Le jardin de l'ancien Alberga (finnois : Vanhan Albergan puutarha) est un parc d'un hectare et demi du manoir d'Alberga situé dans le quartier de Leppävaara à Espoo en Finlande.

## Histoire
Le vice-amiral Carl Tersmeden de la forteresse de Viapori a acheté la ferme Alberga à Espoo en 1751 et a rénové et agrandi le bâtiment principal, qui avait été construit à partir des années 1720 par le restaurateur Johan König.
Carl Tersmeden a également aménagé le parc manoir à l'ouest du corps de logis avec un jardin baroque en terrasses.
Le lieutenant-colonel Gottlieb von Zansen (1732–1817) a acheté la ferme en 1775 et son fils Fredrik August von Zansen (1770–1829) a construit un nouveau bâtiment principal en 1803.
En 1855, la ferme Alberga a été achetée par le fabricant de sucre Feodor Kiseleff (1823-1874) pour servir de résidence d'été.
Feodor Kiseleff a érigé un nouveau bâtiment principal, appelé le château de sucre, un peu à l'ouest de l'ancienne ferme, maintenant située à l'ouest du kehä I, et le site du jardin en terrasses a été développé en centre de gestion de la ferme et en zone résidentielle pour les ouvriers.
L'ancien bâtiment principal a été utilisé au fil du temps comme bâtiment résidentiel pour les employés et comme première école d'Alberga. Il a été démoli dans les années 1950 et à partir de 1960, l'école professionnelle de Leppävaara, aujourd'hui Omnia Leppävaara, y a été construite par étapes.
En 2009, un projet de restauration du parc a été lancé et la rénovation du parc a commencé à partir de 2012.
Du XVIIIe siècle, des structures murales en pierre et des bassins à poissons ont été préservés sur le site, et entre-autres, une tonnelle.
On y trouve des tilleuls, qui ont été plantés dans les années 1830 et des chênes, qui ont été plantés dans les années 1870. Lors de la rénovation, des pommiers, des haies de lilas et des arbustes à baies, entre autres, ont été plantés,,.

## Accès
Le jardin est a proximite du kehä I et de la Turunväylä.
Les lignes de transport en commun suivantes passant à proximité du jardin sont les lignes de bus 200, 502, 550 et 553K et les trains L.
| Numéro | Trajet                                                                             | Réfs. |
| ------ | ---------------------------------------------------------------------------------- | ----- |
| 502    | Merihaka – Munkkiniemi – Perkkaa – Leppävaara                                      |       |
| 550    | Itäkeskus – Viikki – Oulunkylä – Haaga – Leppävaara – Otaniemi – Tapiola – Westend | [ 4 ] |
| 553    | Hakunila – Malmi – Maunula – Leppävaara                                            |       |
| 553K   | Hakunila – Malmi – Maunula – Pitäjänmäki – Leppävaara (ilta- ja viikonloppulinja)  |       |

## Galerie

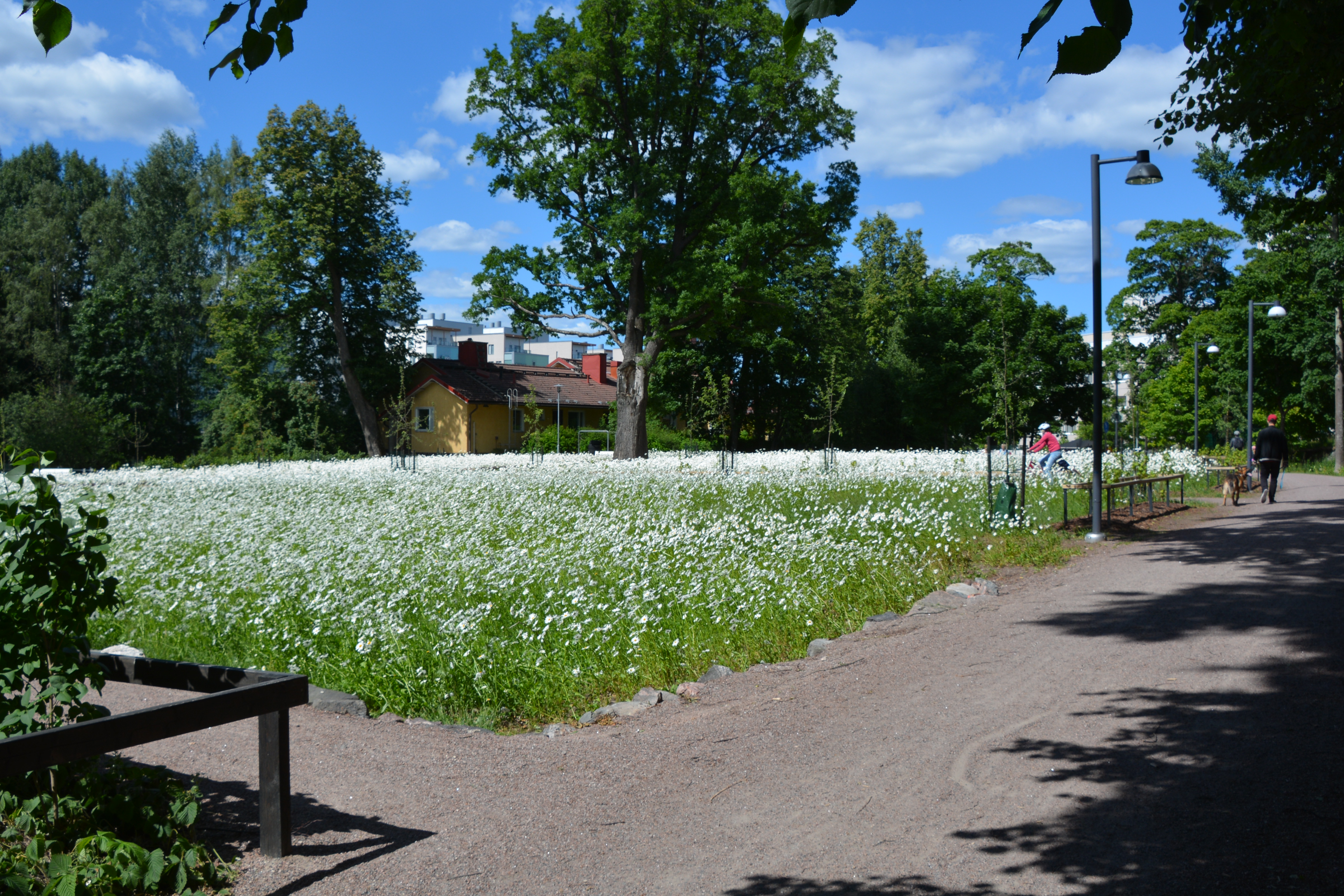
Marguerites du jardin.
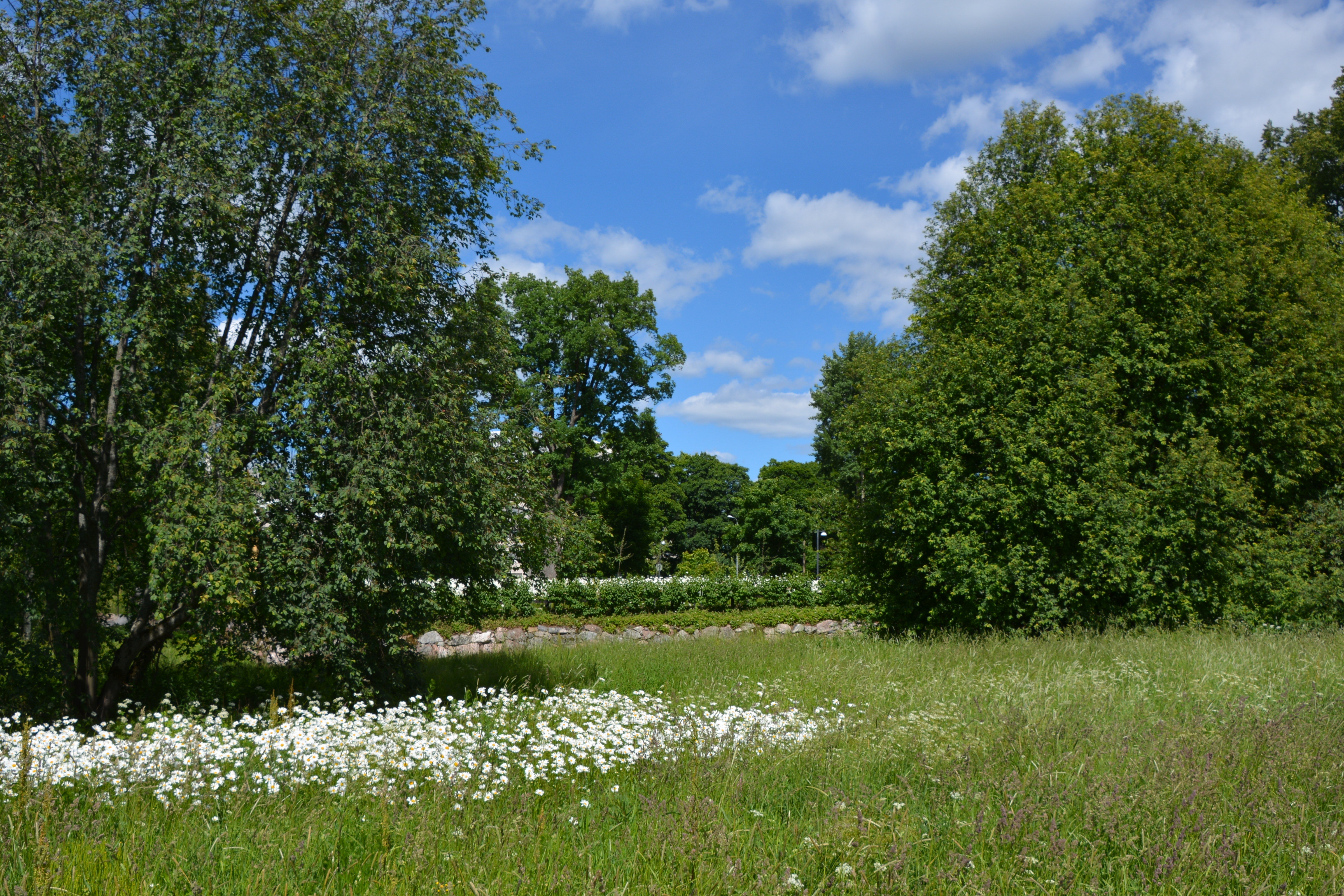
Le jardin baroque vu du sud.